# Koinobori

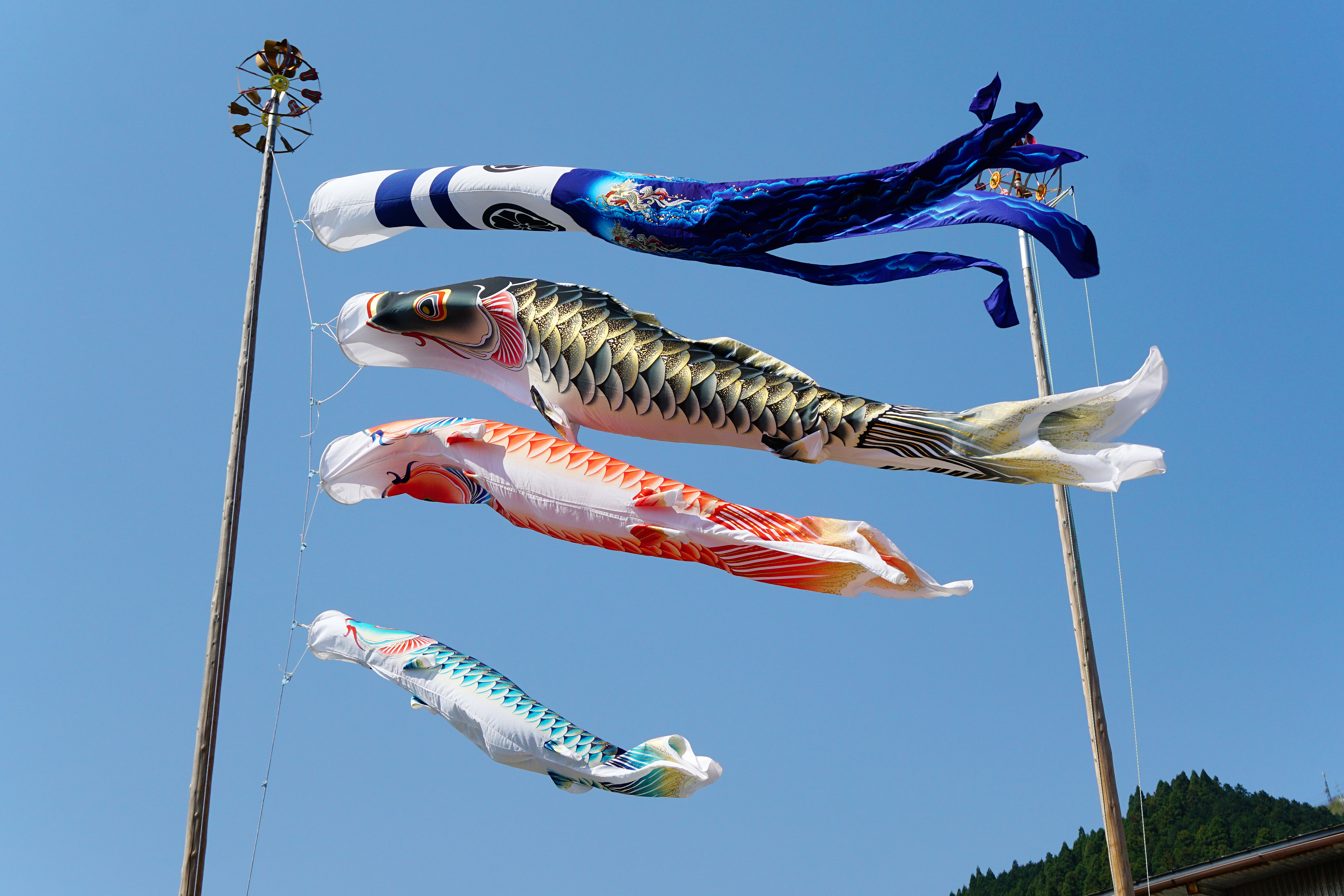
Koinobori

Koinobori (japonsky 鯉幟, こいのぼり) jsou vlajky ve tvaru kaprů, které se v Japonsku tradičně vyvěšují na vysoké stožáry na oslavu Dne dětí (5. května). V Japonsku je kapr tradičně asociován s chlapci kvůli síle, kterou kapři projevují při plavbě proti proudu prudkých řek. Vlajky se vyrábějí z papíru nebo z látky, na kterou se nakreslí pestrý obrázek kapra. Na stožárech se pak nechávají volně třepetat ve větru.
Koinobori jsou také známé jako Sacuki-nobori (皐幟, さつきのぼり).
Rozměry „kapřích vlajek“ se mohou pohybovat od několika centimetrů až po několik metrů.